# Ives Serneels
Ives Serneels (født 16. oktober 1972) er en nuværende belgisk fodboldtræner og tidligere professionel fodboldspiller. Han har siden marts 2011 været landstræner for Belgiens kvindefodboldlandshold.
Den 22. august 1990 fik han debut for Lierse S.K. mod Lokeren. Serneels blev i klubben i ni sæsoner og var en del af det titelvindende hold 1996-97. Efter at have spillet 245 kampe i alle turneringer og scoret ti mål for Lierse kom han til KVC Westerlo i 1999. Han afsluttede derefter sin spillerkarriere i 2004.